# ترک مکانیکی

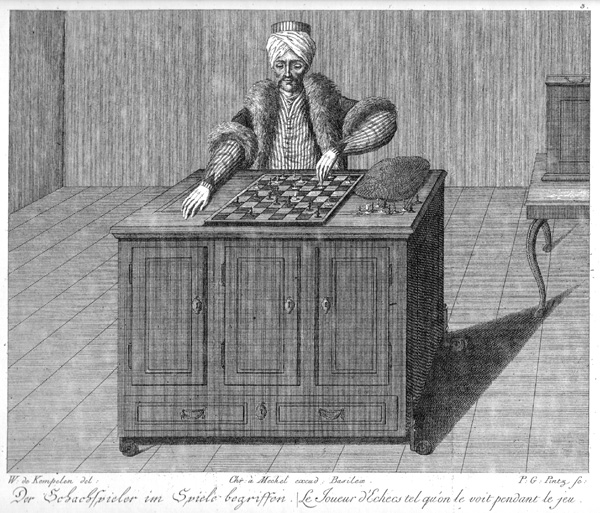

ترک مکانیکی یا دستگاه خودکار شطرنج‌باز یا ترک (به انگلیسی: The Turk) (به مجاری: A Török) ماشین شطرنج‌باز جعلی به شکل انسان بود که به مدت ۸۴ سال از سال ۱۷۷۰ تا سال ۱۸۵۴ توسط صاحبانش به عنوان دستگاه تمام‌اتوماتیک معرفی می‌شد. در حقیقت درون این دستگاه دروغین یک شطرنج‌باز حرفه‌ای جاسازی شده بود. ترک مکانیکی در ۱۷۷۰ توسط ولفگانگ فان کمپلن برای تقدیم به و تحت تأثیر گذاشتن ماریا ترزا ملکه اتریش ابداع شد و با مهارتش در بازی‌های شطرنج و سفر اسب (بازی با حرکات متوالی مهرهٔ اسب در یک صفحهٔ شطرنج به‌طوری‌که از هر خانه یک بار و فقط یک بار بگذرد) برای ۸۴ سال نظاره‌گران در قاره‌های اروپا و آمریکا را مبهوت نمود. پس از مرگ کمپلن، دستگاه توسط مخترع آلمانی یوهان مالزل خریداری شد، ولی هویت شطرنج‌باز یا شطرنج‌بازانی که آن را می‌راندند هرگز فاش نشد. ترک مکانیکی در نهایت در پنجم ژوئیه ۱۸۴۵ در آتش‌سوزی موزه پیل فیلادلفیا از بین رفت.

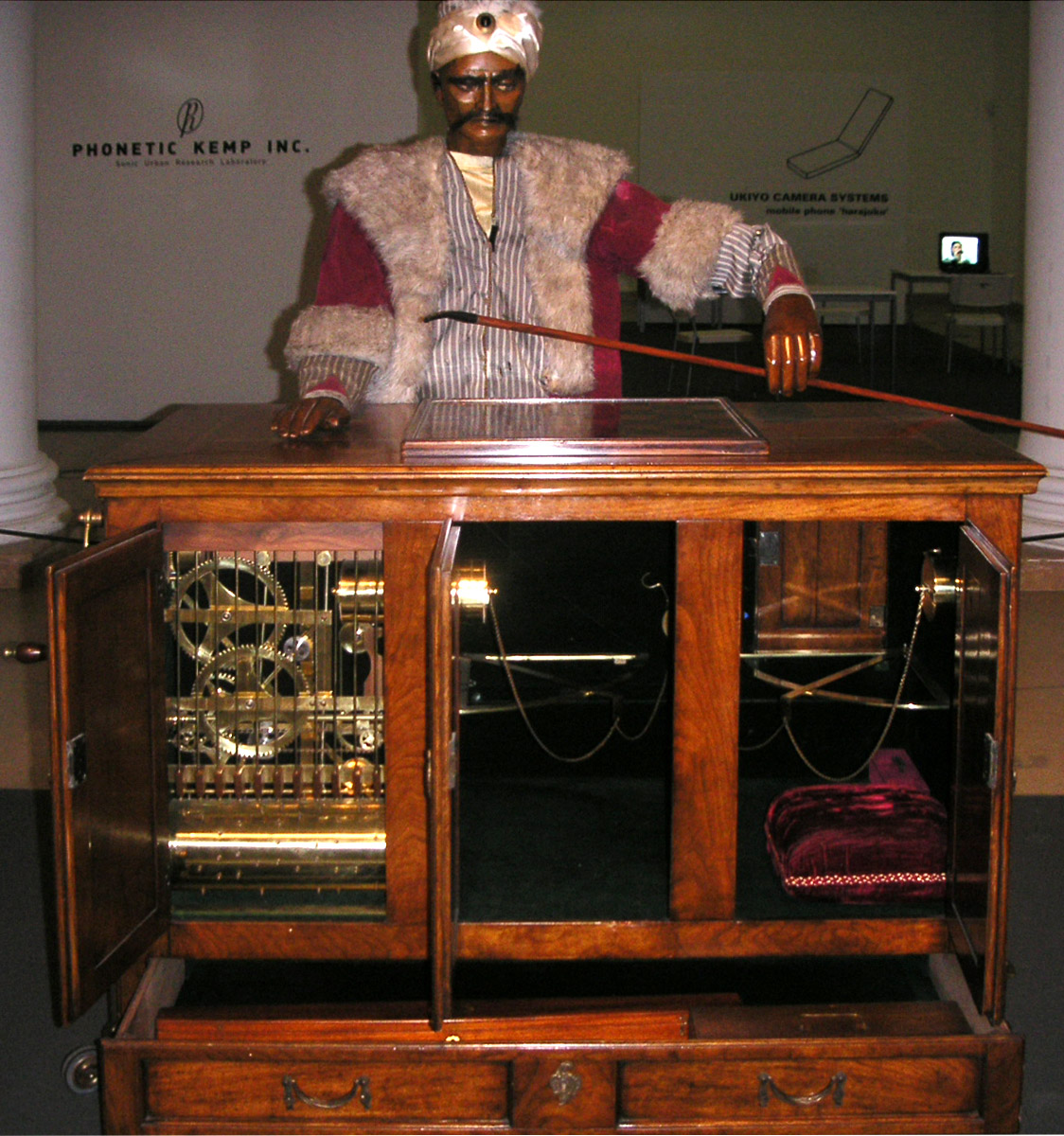
مدل بازسازی شده ترک مکانیکی

در سال ۱۹۸۹ مدل بازسازی شده‌ای از ترک مکانیکی در لاس وگاس آمریکا به نمایش درآمد، با این تفاوت که در این مدل به جای یک شطرنج‌باز، یک برنامهٔ کامپیوتری دستگاه را هدایت می‌کرد.
از جمله افراد مشهوری که با این دستگاه مسابقه دادند و از آن شکست خوردند می‌توان به ناپلئون بناپارت و بنجامین فرانکلین اشاره کرد. به دستگاه ردای ترکی نیز پوشانیده شده بود.